# Bogosia minor
Bogosia minor là một loài ruồi trong họ Tachinidae.